# Superlópez (pel·lícula)
Superlópez és una pel·lícula còmica espanyola de 2018, dirigida per Javier Ruiz Caldera i protagonitzada per Dani Rovira basada en el personatge de còmic de Jan.

## Argument
En el llunyà planeta Chitón, el científic Jan ha aconseguit crear l'"arma definitiva", un nen amb superpoders, que alliberarà al seu planeta del malvat Skorba. No obstant això, aquest s'ha assabentat de l'experiment, i Jan i la seva dona amb prou feines aconsegueixen enviar-lo cap a la Terra abans que les forces de Skorba arribin a la seva torre. Àgata, la filla de Skorba, llegeix la ment de Jan i descobreix els seus plans, muntant-se en una altra nau per capturar al nen. No obstant això, en arribar a l'òrbita terrestre, la nau del nen xoca amb l'Hispasat i el seu camí es desvia: mentre la nau d'Àgata s'estavella als Estats Units, la del nen ho fa a Espanya, on el petit és adoptat pels López, que aviat descobreixen que Juan té grans poders: els dos li ensenyen a no destacar perquè pugui tenir una vida fàcil. Juan/Superlópez va néixer l'any 1983.
Anys després, Juan s'ha esforçat a no destacar: viu una vida normal i té un treball normal, encara que així i tot usa les seves capacitats per a facilitar-li les labors - quan ningú mira. La seva ordenada vida dona un tomb quan Luisa Lanas, la seva antiga companya d'universitat, comença a treballar en la mateixa empresa que ell: malgrat els intents de Jaime (el millor amic de Juan) de lligar amb ella, Luisa està més interessada en Juan, i Juan aconsegueix quedar amb ella. Aquesta nit, un tren del metro perd el control, i Juan aconsegueix frenar-lo - sense saber que Àgata, ara líder i propietària de Chit, la major empresa de dispositius electrònics del món, continua buscant-lo.
Mentre Juan es dirigeix a una segona cita amb Luisa, Àgata usa un emissor d'ultrasons perquè vagi a la caserna general de Chit a la ciutat. Allí, Juan descobreix com és el seu veritable origen i, després d'una baralla, Àgata descobreix l'existència de Luisa. En l'empresa, Jaime és atacat per un robot de Chit quan està obtenint mostres d'ADN de Luisa, i després de destruir-lo amb l'ajut dels homes de neteja, corre per a avisar a Luisa de l'ocorregut. Juan va també a buscar-la al seu pis, trobant-se-la borratxa després del plançó. Els dos discuteixen, i Juan li diu que ha de tornar a casa dels seus pares per a obtenir respostes, no sense abans fer-li un petó a Luisa que Jaime veu sorprès. Àgata arriba i convenç a Jaime que l'ajudi a capturar a Juan.
A casa dels seus pares, Juan exigeix respostes, i ells li mostren la nau que va portar Juan del seu planeta. Juan activa per accident un missatge hologràfic de Jan, qui li explica (amb marionetes) el conflicte existent al seu planeta. Juan no està per la labor, però els seus pares el convencen d'intentar ajudar a la gent del seu planeta natal. Després de diversos intents fallits, Juan aconsegueix aprendre a volar. En aquest moment, apareix Luisa a la casa - però es tracta en veritat d'un robot controlat per Àgata, intentant convèncer-lo de deixar els seus llaços amb la Terra a un costat. Jaime aprofita per a mostrar el seu empipament contra el que considera una traïció de Juan, però quan aquest admet que Jaime és el seu millor i únic amic, Jaime es penedeix, i Àgata ataca a Juan amb el robot Luisa, al que Juan acaba destruint. Àgata segresta Jaime i ordena als seus homes que trobin a Luisa.
Juan aconsegueix trobar Luisa i intenta convèncer-la del que està passant, però ella creu que Juan està intentant tallar amb ella: quan Juan intenta demostrar que pot volar, uns artistes de carrer el distreuen, permetent als homes d'Àgata segrestar Luisa. Juan vola fins a l'edifici de Chit per a rescatar Jaime i Luisa, però Àgata aconsegueix inutilitzar-lo amb la seva tecnologia, just quan arriba Skorba, que ha estat cridat per Àgata. Jaime i Luisa aconsegueixen que Juan recuperi la consciència, i els tres escapen a la casa dels pares de Juan. Quan Skorba menysprea la seva filla per no haver aconseguit tenir l'"arma definitiva" a les seves mans, Àgata el mata i pren el control de les forces del seu pare.
Juan decideix que, malgrat tot, pretén continuar sent normal i passar desapercebut, però Àgata arriba i Juan es veu obligat a lluitar contra el seu robot metxa. Estomacat, Juan no pot evitar que els seus pares i Jaime siguin absorbits pel metxa, però amb l'ajut de Luisa aconsegueix destruir-lo i atrapar Àgata, a qui envia a Chitón en la seva nau juntament amb un dels actors de carrer, a qui fa passar per l'"arma definitiva" mentre ell es queda en la Terra: malgrat que la població menysprea els seus esforços, Juan accepta les seves habilitats, convertint-se en Superlópez.
En una escena posterior, Juan arriba (una altra vegada) tard a una cita amb Luisa. Quan Juan demana el compte, li comenten que ja l'ha pagat un altre: un home que es posa un xumet i desapareix (apuntant a una seqüela basada en El señor de los chupetes).

## Repartiment
- Dani Rovira Juan López "Super Llopis" va néixer l'any 1983.
- Alexandra Jiménez com Luisa Lanas. Luisa va néixer l'any 1990.
- Julián López com Jaime González Lidenbrock. Jaime va néixer l'any 1987.
- Pedro Casablanc com el pare de López en la Terra. El pare de Superlópez va néixer l'any 1954.
- Gracia Olayo com la mare de López en la Terra. La mare de López va néixer l'any 1955.
- Maribel Verdú com a Àgata Müller. Àgata va néixer l'any 1969.
- Ferran Rañé com a Almirall Skorba. L'almirall va néixer l'any 1935.
- Nao Albet com a Enginyer anglès
- Gonzalo de Castro com Jan, el pare biològic de López. El pare 2 de Superlópez va néixer l'any 1947.
- Mireia Portas com la mare biològica de López. La mare 2 de Superlópez va néixer l'any 1949.
- Marc Rodríguez
- Carlos Zabala com Baserritarra
- Josep Maria Alejandre com a Client taller

## Recepció i crítica

### Taquilla
Va ser la millor estrena del cinema espanyol en 2018 recaptant 2,3 milions d'euros el primer cap de setmana. Al final de 2018 havia recaptat més de 10 milions d'euros, sent la segona pel·lícula espanyola més vista de l'any, per darrere de Campeones.

### Crítica
Les crítiques van ser en general positives. Oti Rodríguez a ABC li dona 3 estrelles sobre 5 i defineix la pel·lícula com " un encreuament surrealista entre el sainet, l'esperpent i la facècia sobre un assumpte seriós (Superman) que ha perdut per complet qualsevol indici de sensatesa". Beatriz Martínez d'El Periódico li dona 4 estrelles sobre 5 i afirma que és una "intel·ligent comèdia d'aventures que a través d'un ritme addictiu reflexiona entorn de la idiosincràsia espanyola, a la mediocritat i la mitjania com a motors que impulsen la nostra societat". Més crític és Javier Ocaña qui, en El País, escriu que "Res està malament: ni els intèrprets ni les situacions ni els diàlegs ni la direcció. I, tanmateix, ni una ganyota, perquè res està prou bé per a provocar una certa xerinola".

## Premis
- Nominada a Premi Feroz a la millor comèdia 2018
- Guanyadora al Goya als millors efectes especials 2018[8]
- Guanyadora del Gaudí als millors efectes especials.[9]

## Cançons
- Yo quería ser normal de Tequila[10]